# Dawn of the Dead (1978)
Dawn of the Dead is een Italiaanse-Amerikaanse horrorfilm uit 1978, geregisseerd door George A. Romero. De film is een klassieker in het subgenre van zombiefilms. Dawn of the Dead was een vervolg op de film Night of the Living Dead en werd opgevolgd door de films Day of the Dead, Land of the Dead, Diary of the Dead en Survival of the Dead. De film zorgde op het eind van de jaren zeventig voor een boom aan zombiefilms.
De film werd gedraaid gedurende een periode van een viertal maanden eind 1977, begin 1978, met een relatief laag budget van ongeveer $ 500.000. Het filmen van de scènes in de Monroeville Mall in Monroeville, Pennsylvania gebeurde enkel wanneer die winkel gesloten was, ongeveer tussen 23.00 uur 's avonds en 7.00 uur 's ochtends. Ondanks de beperkingen van de filmtechnologie uit de jaren zeventig, de nachtelijke draaitijden en budgettaire beperkingen, was de film een van de financieel succesvolste horrorfilms. Een van de successen lag in het inspelen op de internationale markt. De film werd op verschillende manieren bewerkt en vertoond, naargelang de lokale verwachten van het publiek. De Italiaanse producer Dario Argento stopte in de Europese bewerking van de film bijvoorbeeld minder ontwikkeling van de personages en hield een hoger tempo, in vergelijking met Romero's versie.
In 2004 kwam er een gelijknamige remake uit onder regie van Zack Snyder. Vele elementen van de originele versie uit 1978 werden overgenomen, waaronder de belegering van een winkelcentrum door zombies. In tegenstelling tot in de originele film waar de zombies er traag en versuft bijlopen, zijn de zombies in deze film echter snel en lenig.

## Verhaal
Horden zombies, doden die zonder duidelijke oorzaak weer tot leven zijn gekomen, bedreigen de mensheid. In het tv-station in Philadelphia waar Francine (Gaylen Ross) werkt heerst totale chaos. Samen met haar vriend Stephen (David Emge) en twee leden van en paramilitaire eenheid, Roger (Scott H.Reiginger) en Peter (Ken Foree), ontvlucht Francine per helikopter de stad. Wanneer de brandstof op begint te raken, landt het viertal op het dak van een reusachtig winkelcentrum. Nadat het complex zombievrij is gemaakt breekt er een periode van relatieve rust aan. Maar de levende doden blijven oprukken en ook dient zich een andere dreiging aan in de vorm van een motorbende, die zich tot dan toe met grof geweld staande heeft weten te houden in de door zombies beheerste buitenwereld.

## Rolverdeling
| Acteur            | Personage                                                        |
| ----------------- | ---------------------------------------------------------------- |
| Ken Foree         | Peter Washington                                                 |
| Gaylen Ross       | Francine Parker                                                  |
| David Emge        | Stephen Andrews                                                  |
| Scott H. Reiniger | Roger DeMarco                                                    |
| David Crawford    | Dr. Foster                                                       |
| David Early       | Mr. Berman                                                       |
| Richard France    | Wetenschapper                                                    |
| Howard Smith      | tv-commentator                                                   |
| James A. Baffico  | Wooley (als Jim Baffico)                                         |
| John Rice         | SWAT-officier                                                    |
| Joseph Pilato     | Officier op politiedek                                           |
| Tom Savini        | Blades, motorbendelid met machete                                |
| Larry Vaira       | Motorbendelid                                                    |
| Pasquale Buba     | Motorbendelid                                                    |
| Taso N. Stavrakis | Motorbendelid                                                    |
| Tony Buba         | Motorbendelid                                                    |
| Sharon Hill       | Hoofdzombie verpleegster (als Sharon Ceccatti)                   |
| Pam Chatfield     | Hoofdzombie                                                      |
| Mike Christopher  | Hare Krishna zombie                                              |
| Clayton Hill      | Hoofdzombie                                                      |
| Jay Stover        | Hoofdzombie                                                      |
| John Paul         | Kale zombie op vliegveld (onvermeld) (zombie op postermateriaal) |
| Nancy Friedman    | Bandanameisje zombie (onvermeld)                                 |
| John Harrison     | Schroevendraaier zombie (onvermeld)                              |
| Jeannie Jefferies | Blonde zombie die Roger aanvalt in truck (onvermeld)             |
| Conchita Lazarus  | Non zombie (onvermeld)                                           |
| Leonard Lies      | Machete zombie (onvermeld)                                       |